# Hwang Hee-chan
Hwang Hee-chan (Chuncheon, 26 de janeiro de 1996) é um futebolista profissional sul-coreano que atua como atacante. Atualmente defende o Wolverhampton e a seleção sul-coreana de futebol.

## Carreira
Hwang Hee-chan fez parte do elenco da Seleção Sul-Coreana de Futebol nas Olimpíadas de 2016.

## Títulos
Red Bull Salzburg
- Campeonato Austríaco: 2015–16, 2016–17, 2017–18
- Copa da Áustria: 2015–16, 2016–17, 2019–20